# Yasutaro Matsuki
Yasutaro Matsuki (Tòquio, Japó, 28 de novembre de 1957) és un futbolista japonès retirat que va disputar 11 partits amb la selecció japonesa.